# Hinter-Grauspitz
Hinter-Grauspitz är en bergstopp i Liechtenstein, på gränsen till Schweiz. Den ligger i den södra delen av landet, 11 km sydost om huvudstaden Vaduz. Toppen på Hinter-Grauspitz är 2 574 meter över havet, eller 595 meter över den omgivande terrängen. Bredden vid basen är 8,6 km. Hinter-Grauspitz ingår i Rhätikon.
Hinter-Grauspitz är den näst högsta bergstoppen i Liechtenstein. Dess granne Vorder-Grauspitz är den högsta toppen på 2 599 meter över havet.